# Venus från Trasimeno
Venus från Trasimeno är en venusfigurin från paleolitikum, som upptäckts i Italien.
Venus från Trasimeno är omkring 3,7 centimeter hög och snidad i täljsten. Den hittades vid utgrävningar vid Lago Trasimeno och finns på Museo nazionale preistorico etnografico Luigi Pigorini i Rom.